# Kiril Milanov
Kiril Milanov (bulgare : Кирил Миланов) (né le 17 septembre 1948 à Doupnitsa en Bulgarie et mort le 25 janvier 2011 à Sofia) est un joueur de football international bulgare, qui évoluait au poste d'attaquant.

## Biographie

### Carrière en sélection
Avec l'équipe de Bulgarie, il dispute 21 matchs (pour 4 buts inscrits) entre 1973 et 1977. 
Il figure notamment dans le groupe des sélectionnés lors de la coupe du monde de 1974 (sans jouer). Il dispute un total de cinq matchs qualificatifs pour la Coupe du monde de la FIFA.

## Palmarès
Levski Sofia
- Championnat de Bulgarie (2) :
  - Champion : 1973-74 et 1976-77.
  - Vice-champion : 1974-75 et 1975-76.

- Coupe de Bulgarie (2) :
  - Vainqueur : 1976 et 1977.
  - Finaliste : 1974.

- Coupe d'Europe des vainqueurs de coupe :
  - Meilleur buteur : 1976-77 (13 buts).